# Бранко Ружић
Бранко Ружић (Београд, 14. децембар 1975) српски је политичар. Бивши је министар без портфеља задужен за европске интеграције и бивши министар просвете, науке и технолошког развоја. Члан је Извршног одбора Главног одбора Социјалистичке партије Србије.

## Биографија
Дипломирао је на Факултету политичких наука, смер за међународне односе, где је у периоду од 1996. до 1999. године на Факултету политичких наука обављао функцију продекана студента.
У сазиву Народне скупштине Републике Србије од 2008. до 2012. народни је посланик и председник Посланичке групе СПС-ЈС, као и члан сталне делегације Народне скупштине Републике Србије у Парламентарној скупштини Савета Европе, где је био члан Политичког комитета и члан Комитета за људска права.
Од марта 2001. до децембра 2002. обављао је функцију портпарола СПС. У периоду од априла 2000. до децембра 2002. био је председник омладине Социјалистичке партије Србије. Од јануара 2001. до децембра 2003. био је посланик у Народној скупштини.
Од 2004. до 2006. био је посланик у парламенту Државне заједнице Србија и Црна Гора. Од марта 2004. члан је Одбора за европске интеграције Скупштине Државне заједнице Србија и Црна Гора и члан Парламентарне скупштине Савета Европе у Стразбуру од априла 2004. године.
Председник је Извршног одбора Главног одбора од 3. децембра 2006. године на седмом конгресу Социјалистичке партије Србије.
Обављао је функцију председника Посланичке групе Социјалистичка партија Србије до реконструкције Владе Србије у августу 2013. године када је изабран за министра без портфеља задуженог за европске интеграције. Ружић је од 2020. године до октобра 2022. обављао функцију министра просвете, науке и технолошког развоја, када је 26. октобра 2022. изабран за министра просвете.
Био је потпредседник Фудбалског клуба Партизан до септембра 2013. године.
Априла 2025. је суспендован на шест месеци на све функције у оквиру Социјалистичке партије Србије због повреде статута странке.

## Лични живот
По националности је Србин.
Говори енглески језик. Ожењен је Аном и има сина Милутина и ћерку Елену.